# Bulia mexicana
Bulia mexicana är en fjärilsart som beskrevs av Hans Hermann Behr 1870. Bulia mexicana ingår i släktet Bulia och familjen nattflyn. Inga underarter finns listade i Catalogue of Life.